# هفت‌چشمه (ایلام)
هفت‌چشمه، روستایی در دهستان ده پایین بخش مرکزی شهرستان ایلام در استان ایلام ایران است.

## جغرافیا
این روستا، در شمال به دانشگاه ایلام و سپس کوه‌های شنه‌چیر، در جنوب به رشته‌کوه‌های کبیرکوه، در شرق به شهر ایلام و در غرب به کوه قلاقیران متصل است.

## جمعیت
بر پایه سرشماری عمومی نفوس و مسکن در سال ۱۳۹۵، جمعیت این روستا برابر با ۳٬۹۹۲ نفر (۹۹۵ خانوار) بوده است.